# ابویل-ل-کانفلانس
ابویل-ل-کانفلانس (به فرانسوی: Abbéville-lès-Conflans) یک کامین در فرانسه با جمعیت ۲۳۳ نفر است که در Canton of Conflans-en-Jarnisy واقع شده‌است.